# Szuhay Gáspár
Szuhay Gáspár (1606. – Feketeardó, 1681. március) kuruc hadnagy, Abaúj vármegye táblabírája.

## Élete
1606-ban született, apja Szuhay Gáspár, anyja Mosdossy Sára, felesége Basó Zsófia.
Ifjúkorában a Sárospataki Református Kollégium diákja, valamikor az 1627 és 1635 közötti években. 1638-ban nagybátyjával Mosdossy Imrével valamint testvéreivel Mátyással és Annával királyi adományt kapnak Dányád, Penyige, Kis-Szekeres és Kömörő helységekre. 1640-ben Abaúj vármegye nádorhoz küldött követségében szerepel, 1642-43-ban már táblabíró. Az 1670-es évektől testvérével Mátyással részt vesz a "bujdosók mozgalmában", 1672-ben a császáriak 5000 tallér vérdíjat tűznek a fejére. 1677 szeptemberében ő az Abaúj megye zászlója alatt összegyűlt nemesség kapitánya, 70 lovassal csatlakozik Majos Ferenchez a lengyel határnál várakozó franciáktól felfogadott csapatok elé. 1678. március 8-án a somkúti gyűlésen beválasztották a bujdosók 12 tagú tanácsába, de idős korára hivatkozva elhárította a jelöltséget. 1681-ben hunyt el Feketeardón.

## Hivatkozás
- A Szuhay család